# Pápakovácsi
Pápakovácsi là một thị trấn thuộc hạt Veszprém, Hungary. Thị trấn này có diện tích 13,92 km², dân số năm 2010 là 531 người, mật độ 38 người/km².